# Іскітелла
Іскітелла (італ. Ischitella) — муніципалітет в Італії, у регіоні Апулія,  провінція Фоджа.
Іскітелла розташована на відстані близько 290 км на схід від Рима, 120 км на північний захід від Барі, 60 км на північний схід від Фоджі.
Населення — 4482 особи (2014).
Щорічний фестиваль відбувається 20 травня. Покровитель — Sant'Eustachio.

## Демографія
Населення за роками:

Станом на 1 січня 2023 року в муніципалітеті офіційно проживало 256 іноземців з 26 країн, серед них 107 громадян країн Євросоюзу та 2 громадяни України.

## Сусідні муніципалітети
- Каньяно-Варано
- Карпіно
- Роді-Гарганіко
- Віко-дель-Гаргано